# Иван Крузенштерн
Иван Фјодорович Крузенштерн (рус. Крузенштерн, Иван Фёдорович), рођен као Адам Јохан фон Крузенштерн (Рапла, 19. новембар 1770 — имање Гилзенхоф, 24. август 1846) био је истакнути руски истраживач, по чину адмирал Руске империјалне морнарице, балтичконемачког порекла. Заједно са Јуријем Лисјанским предводио је Прву руску поморску експедицију око света (1803−1806. године).
Био је почасни члан Петербуршке академије наука, инострани члан Шведске краљевске академије наука и један од оснивача Руског географског друштва.

## Биографија
Адам Јохан фон Крузенштерн је рођен у племићкој породици Балтичких Немаца, као седмо и најмлађе дете судије Јохана Фридриха фон Крузенштерна (1724−1791) и мајке Кристине Фридерике фон Тол (1730−1804). По завршетку школовања на Морском кадетском корпусу у Кронштату 1787. постаје чланом Руске империјалне морнарице. Већ наредне године истакао се у неколико значајних битака у рату са Швеђанима, што му је донело унапређење у чин поручника.
По окончању рата одлази у Енглеску где пуних 6 година (1793−1799) служи у Краљевској ратној морнарици, и у том периоду је у неколико наврата путовао до Северне Америке, Индије и Кине. Након повратка у Русију, Крузенштерн је у више наврата покушао да од тадашњег императора Александра I издејствује дозволу за организовање велике поморске експедиције, указујући на предности успостављања директне поморске трговачке трасеизмеђу европског дела Русије и Кине. Експедиција је званично одобрена 1802, а као главни покровитељи означи су император Александар, трговачка Руско-америчка компанија и министар спољних послова Руске Империје Николај Румјанцев.
Експедиција коју су чиниле две слуп једрилице „Надежда” и „Нева” започела је њиховим испловљавањем из луке у Кронштату 7. августа 1803, а поред Крузенштерна на пут се као помоћник капетана експедиције упутио и капетан Јуриј Лисјански. Експедиција се упутила ка југозападу кроз воде Атлантског океана, и 3. марта 1804. оба брода су опловила око рта Хорн и упловила у Тихи океан. Бродови су потом пловили ка северу до обала Камчатке, Курилских острва и Сахалина, потом је уследило опловљавање рта Добре наде, а оба брода су се у Кронштадску луку вратила 19. августа 1806. године. Током експедиције капетани оба брода су направили детаљне мапе и описе целог пута, што је значајно допринело развоју географске науке у том периоду.
Неколико година по окончању експедиције, Крузенштерн је штампао комплексан извештај који је садржао бројне мапе, слике и друге податке, а који се сматра једним од најсвеобухватнијих географско-истраживачких путописа. Дело је првобитно штампано у Санкт Петербургу на немачком језику (1810) под називом  (у преводу на српски Пут око света у годинама 1803, 1804, 1805. и 1806. под покровитељством његовог Империјалног Височанства Александра I бродова „Надежда” и „Нева”). У наредних неколико година објављени су и преводи на енглески, француски, холандски, дански, шведски и италијански језик.

## Награде и одликовања
- Орден Светог Георгија четвртог степена од 26. новембра 1803;
- Орден Светог Владимира трећег степена;
- Орден Светог Александра Невског (додељен 2. априла 1838);
- Орден Свете Ане другог степена
- Пруски Орден за заслуге (додељен 1842).